# 두 엄마
"두 엄마"는 2017년에 개봉한 대한민국의 영화이다.

## 캐스팅
- 하늘 - 준형 역
- 이유찬 - 대진 역
- 유진 - 서영 역
- 백세리 - 연희 역